# برداس سكليروس
برداس سكليروس (باليونانية: Βάρδας Σκлηρός) أو Sclerus كان قائدًا بيزنطيًا قاد تمردًا آسيويًا واسع النطاق ضد الإمبراطور باسيل الثاني خلال الأعوام من 976 إلى 979.

## التمرد

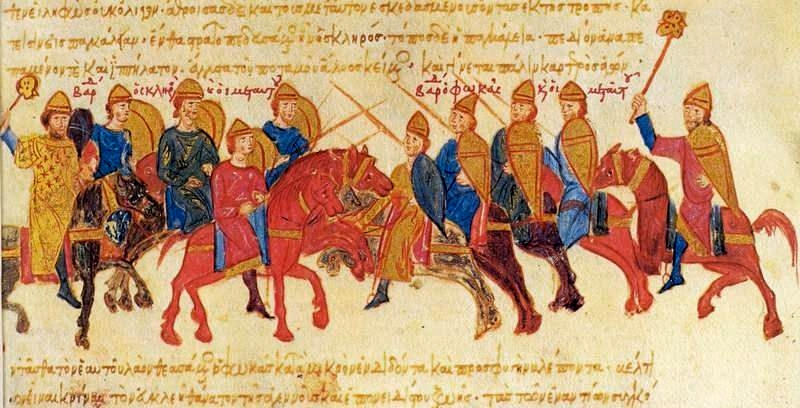
اشتباك بين جيشي سكليروس وفوكاس، صورة مصغرة من مخطوطة مدريد سكايليتزيس

وبعد سماع خبر عزله، توصل سكليروس إلى اتفاق مع الحكام المحليين الأرمن والجورجيين وحتى المسلمين الذين تعهدوا جميعًا بدعم مطالباته بالتاج الإمبراطوري. وقد نجح في إثارة التمرد بين أقاربه وأتباعه في المقاطعات الآسيوية، وسرعان ما جعل نفسه سيدًا لقيصرية، وأنطاكية، ومعظم آسيا الصغرى.

## السنوات اللاحقة
وبعد أن رفض الحكام الآسيويون دعم عملياته الإضافية ضد القسطنطينية، تراجع سكليروس وعائلته إلى بغداد في عام 980. وأقاموا في بلاط الخليفة العباسي لمدة ست سنوات، يحلمون بغزو بيزنطة.
في عام 987، اُستُدعي سكليروس أخيرًا إلى وطنه من فوكاس، الذي استغل الحروب البلغارية بهدف الوصول إلى التاج. قام سكليروس على الفور بحشد جيش لدعم قضية فوكاس، لكن خططه للاستفادة من الاضطرابات المصاحبة أحبطت عندما أرسله فوكاس إلى السجن. بعد وفاة فوكاس في معركة أبيدوس عام 989، خلفه سكليروس قائدًا للتمرد: وينقل ميخائيل بسيلوس: "الحقيقة هي أن الرجال الذين التحقوا بجيش سكليروس لم يعودوا منقسمين في ولاءاتهم: كان كل واحد منهم متمردًا معلنًا. ألهمهم قائدهم بعزيمته الحازمة وربطهم في جسد واحد متماسك. بفضائله اكتسب ولاءهم، وبلطفه اكتسب إخلاصهم. ووفق بين خلافاتهم، وأكل على نفس المائدة مع رجاله، وشرب من نفس الكأس، ودعاهم بأسمائهم، وبإطرائه ربطهم بولائه".

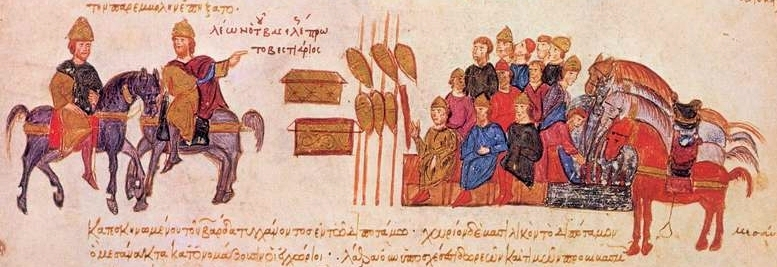
بروتوفستياريوس ليو يحاول كسب جيش سكليروس.

## طالع أيضًا
- باذ بن دستك